# Ś̱
Ś̱ (minuscule : ś̱), appelé S accent aigu macron souscrit, est une lettre latine utilisée dans la romanisation de l’alphabet kharoshthi.

## Usage informatique
Le S accent aigu macron souscrit peut être représenté avec les caractères Unicode suivants : 
- composé et normalisé NFC (supplément latin-1, diacritiques) :

| formes    | représentations | chaînes de caractères | points de code | descriptions                                                      |
| --------- | --------------- | --------------------- | -------------- | ----------------------------------------------------------------- |
| capitale  | Ś̱               | Ś◌̱                    | U+015A U+0331  | lettre majuscule latine s accent aigu diacritique macron souscrit |
| minuscule | ś̱               | ś◌̱                    | U+015B U+0331  | lettre minuscule latine s accent aigu diacritique macron souscrit |

- décomposé et normalisé NFD (latin de base, diacritiques) :

| formes    | représentations | chaînes de caractères | points de code       | descriptions                                                                  |
| --------- | --------------- | --------------------- | -------------------- | ----------------------------------------------------------------------------- |
| capitale  | Ś̱               | S◌̱◌́                   | U+0053 U+0331 U+0301 | lettre majuscule latine s diacritique macron souscrit diacritique accent aigu |
| minuscule | ś̱               | s◌̱◌́                   | U+0073 U+0331 U+0301 | lettre minuscule latine s diacritique macron souscrit diacritique accent aigu |